# Stade Olympique Choletais
Lo Stade Olympique Choletais, conosciuto come SO Cholet, semplicemente come Cholet o con l'abbreviazione SOC, è una squadra di calcio francese fondata nel 1913. Il club ha sede a Cholet, Paesi della Loira, e gioca allo stadio Omnisports, che ha una capacità di circa 9000 spettatori. Ha raggiunto il suo miglior risultato nella stagione 1975-1976, con la partecipazione alla Division 2. Nella stagione 2021-2022 il club milita nel Championnat National, la terza divisione del campionato di calcio francese.

## Palmarès

### Competizioni nazionali
- Championnat de France amateur: 1

2016-2017 (girone A)
- Championnat de France amateur 2: 1

2014-2015 (gruppo 2)

## Organico

### Rosa 2022-2023
Rosa aggiornata al 4 febbraio 2023
| N. |                               | Ruolo | Calciatore         |
| -- | ----------------------------- | ----- | ------------------ |
| 1  | Francia (bandiera)            | P     | Valentin Rabouille |
| 5  | Rep. Centrafricana (bandiera) | D     | Glen Matondo       |
| 6  | Guyana francese (bandiera)    | C     | Kévin Rimane       |
| 7  | Francia (bandiera)            | C     | Makan Sidibé       |
| 8  | Francia (bandiera)            | C     | Pierre Ruffaut     |
| 9  | Francia (bandiera)            | A     | Vincent Créhin     |
| 10 | Francia (bandiera)            | C     | Yoann Le Méhauté   |
| 11 | Francia (bandiera)            | C     | Milan Robin        |
| 12 | Gambia (bandiera)             | A     | Yankuba Jarju      |
| 15 | Francia (bandiera)            | A     | Bridge Ndilu       |
| 16 | Francia (bandiera)            | P     | Baptiste Valette   |
| 17 | Francia (bandiera)            | D     | Alexandre Gameiro  |

| N. |                       | Ruolo | Calciatore         |
| -- | --------------------- | ----- | ------------------ |
| 18 | Comore (bandiera)     | C     | Gaëtan Missi Mezu  |
| 19 | Francia (bandiera)    | D     | Moussa Sylla       |
| 20 | Francia (bandiera)    | D     | Ryad Hachem        |
| 22 | Mauritania (bandiera) | C     | Samuel Guibert     |
| 23 | Haiti (bandiera)      | A     | Martin Experiénce  |
| 26 | Comore (bandiera)     | D     | Stacy Misiatu      |
| 28 | Mauritania (bandiera) | D     | Abdoulkader Thiam  |
| 29 | Francia (bandiera)    | A     | Tom Renaud         |
| 30 | Francia (bandiera)    | P     | Valentin Rabouille |
| 40 | Francia (bandiera)    | P     | Emyl Leclercq      |
|    | Marocco (bandiera)    | A     | Marwane Elaz       |
|    | Algeria (bandiera)    | A     | Ivane Chegra       |

### Staff tecnico
- Vincent Rautureau - Allenatore
- Nenad Zekovic - Allenatore in seconda
- Antar Yahia - Allenatore in seconda
- David Augereau - Allenatore in seconda
- Nicolas Barbier - Team manager